# Euchiton litticola
Euchiton litticola là một loài thực vật có hoa trong họ Cúc. Loài này được A.M.Buchanan mô tả khoa học đầu tiên năm 1999.